# یواس‌اس روآن (دی‌دی-۶۴)
یواس‌اس روآن (دی‌دی-۶۴) (به انگلیسی: USS Rowan (DD-64)) یک کشتی بود که طول آن ۹۶٫۱ متر (۳۱۵ فوت) بود. این کشتی در سال ۱۹۱۶ ساخته شد.